# 达里奥·希米奇

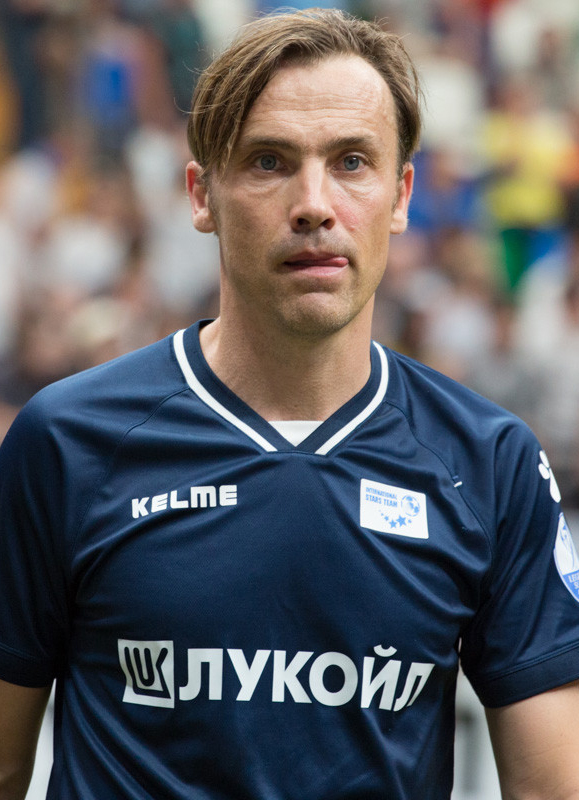

达里奥·希米奇（Dario Šimić，1975年11月12日—），克羅地亞足球運動員，司職後衛。
這名司職後衛的球員早年曾效力意大利另一支球會國際米蘭，踢法比較多元化，除可任中堅外也可擔任右閘。直到2002年夏天，兩支米蘭市球會在球員交換中才轉投至AC米蘭。
他早在1998年已代表國家隊出戰世界杯，迄今已上陣了超過八十場國際賽。